# Sorineuchora lativitrea
Sorineuchora lativitrea är en kackerlacksart som först beskrevs av Walker, F. 1868.  Sorineuchora lativitrea ingår i släktet Sorineuchora och familjen småkackerlackor. Inga underarter finns listade i Catalogue of Life.